# La Vid de Ojeda
La Vid de Ojeda es un municipio y localidad de la provincia de Palencia (Castilla y León, España).

## Geografía
En la comarca de La Ojeda, en el Noroeste de la provincia.

## Historia

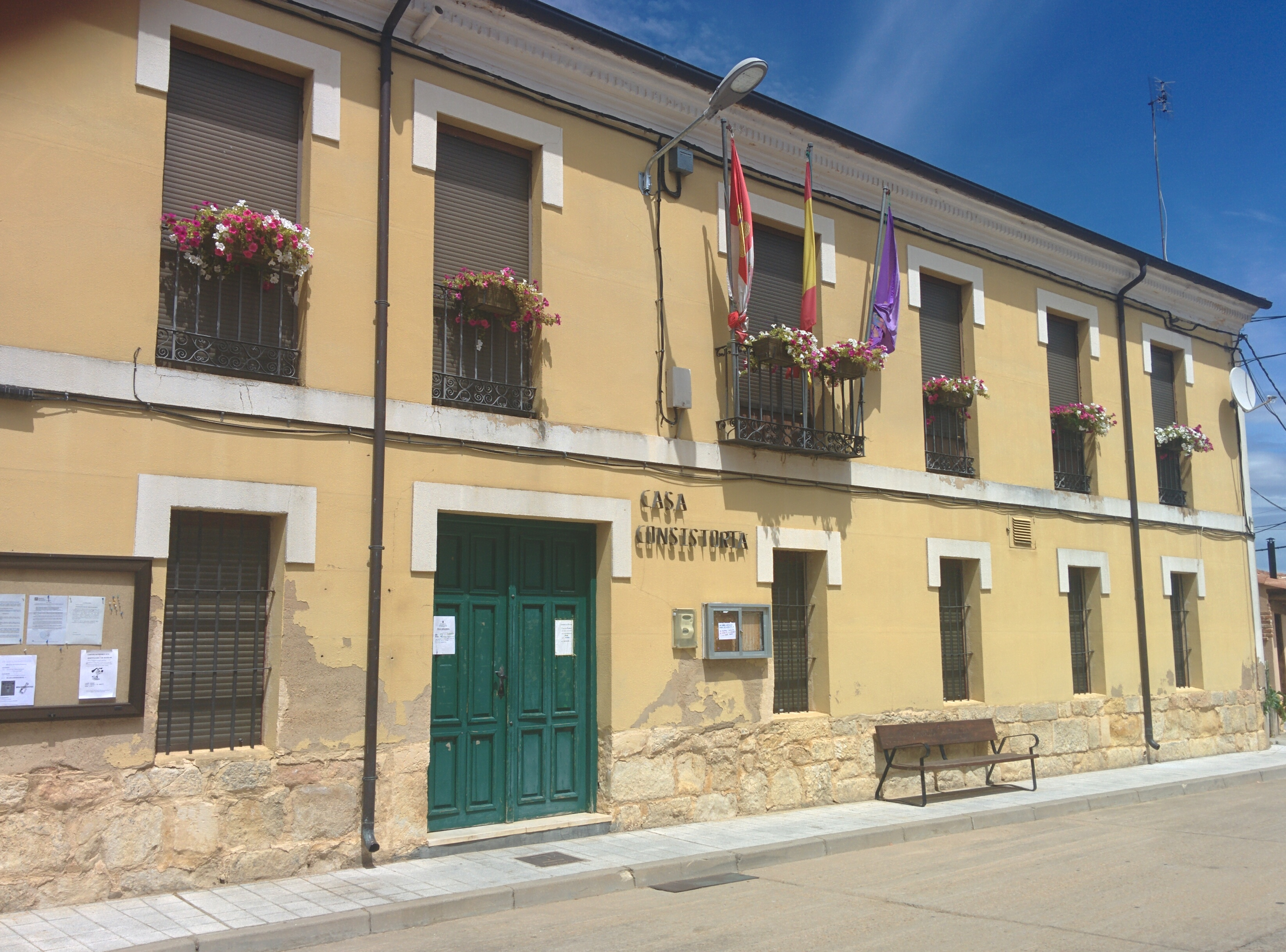
Casa consistorial

El pueblo se formó por la unión de tres pueblos: Quintanilla de La Vid, Santa, María de La Vid y Santa Ana. Toda la zona perteneció durante el Antiguo Régimen al cercano Monasterio de San Andrés de Arroyo.
La influencia en la zona de la orden del Cister fue muy importante; la abadesa de San Andrés ejercía jurisdicción civil y penal sobre varios pueblos del entorno, actuando como "Señora de horca y cuchillo".
Según el historiador Gonzalo Martínez Díez, durante la Edad Media pertenecía a la Merindad menor de Monzón, Meryndat de Monçon, aunque no figura su descripción en el libro Becerro de las Behetrías de Castilla.

## Geografía humana

### Demografía
Cuenta con una población de 93 habitantes (INE 2024).
| Gráfica de evolución demográfica de La Vid de Ojeda entre 1842 y 2021 |
| |
| Población de derecho según los censos de población del INE Población de hecho según los censos de población del INEEn estos censos se denominaba Lavid de Ojeda: 1842, 1857, 1860, 1877, 1887, 1897, 1900, 1910, 1920, 1930, 1940, 1950, 1960, 1970, 1981 y 1991 |

| 1900 | 1910 | 1920 | 1930 | 1940 | 1950 | 1960 | 1970 | 1981 | 1991 |
| 332  | 380  | 376  | 363  | 395  | 418  | 338  | 277  | 178  | 164  |